# اسلاویانکا (گدابیگ)
اسلاویانکا (به لاتین: Slavyanka) یک منطقه مسکونی در جمهوری آذربایجان است که در شهرستان گدابیگ واقع شده است. اسلاویانکا ۳۷۰۵ نفر جمعیت دارد.

## نگارخانه

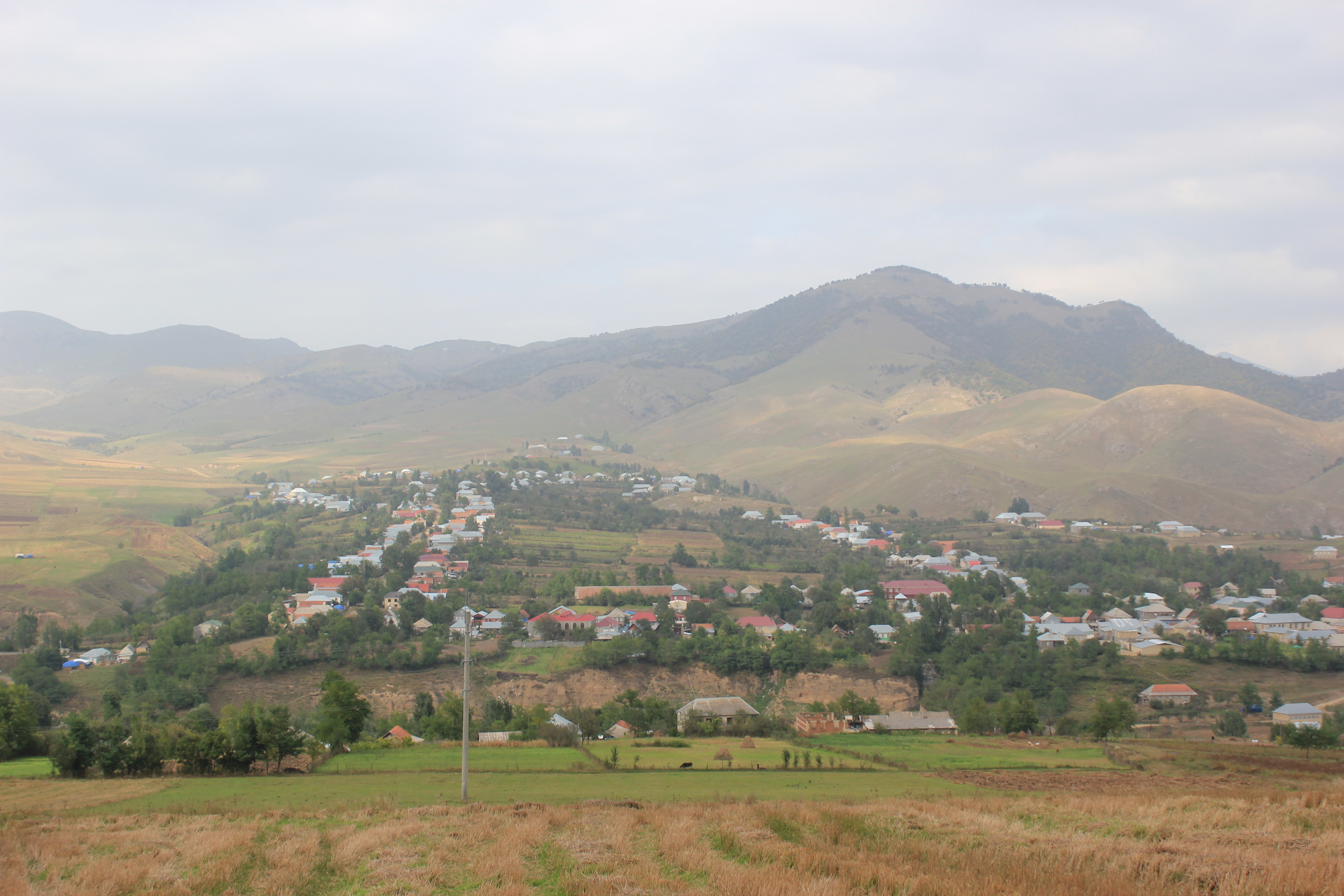
نمایی از اسلاویانکا (امتیاز پرونده: آصف ماسیمف)

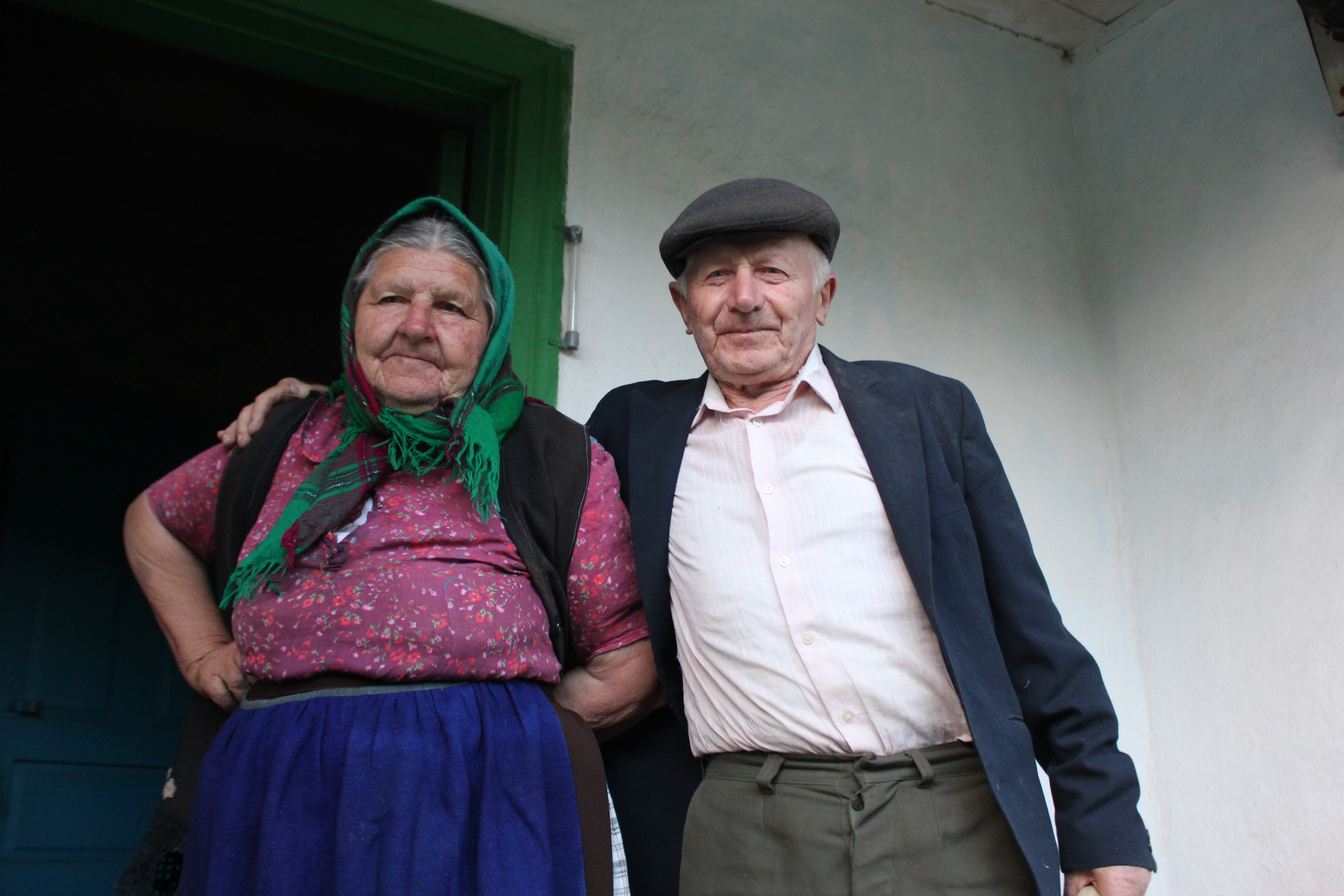
مردم اسلاویانکا